# Pesi gallo (MMA)
La divisione dei pesi gallo nelle arti marziali miste si riferisce ad un numero di differenti classi di peso:
- L'UFC e la World Victory Road bantamweight division comprendono lottatori fino ai 61,2 kg (135 libbre).
- La divisione bantamweight Dream limitava i lottatori fino ai 61 kg (135 libbre)
- La King of the Cage bantamweight division comprende lottatori fino ai 65,8 kg (145 libbre)
- La Shooto bantamweight class comprende lottatori fino ai 56 kg (123,5 libbre)

## Ambiguità e chiarificazioni
Per un desiderio di uniformità la maggior parte dei media americani che trattano le arti marziali miste adottano la definizione di peso compresa tra i 57 e i 61 kg (126 e 135 libbre) per i pesi gallo. Questa comprende la divisione dei pesi piuma della Shooto (fino a 60 kg) e la divisione dei pesi mosca della King of the Cage (fino a 61 kg). L'UFC usa la definizione del Nevada di "bantamweight". Prima di UFC 31 i fighter fino ai 68 kg erano conosciuti come pesi gallo, in seguito fu ripristinata la vecchia classe dei pesi leggeri (lightweight)
Il limite massimo di 61 kg è stato definito dalla Commissione Atletica dello Stato del Nevada.

## Campioni attuali
| Organizzazione       | Inizio regno        | Campione            | Record              | Evento                             | Difese              |
| Campionati Maschili  | Campionati Maschili | Campionati Maschili | Campionati Maschili | Campionati Maschili                | Campionati Maschili |
| -------------------- | ------------------- | ------------------- | ------------------- | ---------------------------------- | ------------------- |
| UFC                  | 14 Settembre 2024   | Merab Dvalishvili   | 19-4                | UFC 306                            | 0                   |
| Bellator             | 27 marzo 2015       | Marcos Galvão       | 17-6-1              | Bellator CXXXV                     | 0                   |
| WSOF                 | 29 marzo 2014       | Marlon Moraes       | 15-4-1              | WSOF 9: Carl vs. Palhares          | 1                   |
| KSW                  | 21 gennaio 2025     | Sebastian Przybysz  | 14-4-1              | KSW 102                            | 1                   |
| ONE FC               | 18 ottobre 2013     | Bibiano Fernandes   | 17-3                | ONE FC 11: Total Domination        | 2                   |
| Cage Warriors        | 13 settembre 2014   | Toni Tauru          | 10-1                | Cage Warriors 72                   | 0                   |
| Campionati Femminili |                     |                     |                     |                                    |                     |
| UFC                  | 9 luglio 2016       | Amanda Nunes        | 20-4                | UFC 200: Tate vs. Nunes            | 5                   |
| Invicta FC           | 9 luglio 2015       | Tonya Evinger       | 15-6                | Invicta FC 13: Cyborg vs. Van Duin | 0                   |
| Cage Warriors        | 15 novembre 2014    | Pannie Kianzad      | 7-0                 | Cage Warriors 74: Dalby vs. Bahari | 0                   |
| Deep Jewels          | 17 maggio 2014      | Takayo Hashi        | 15-5-1              | Deep Jewels 4                      | 0                   |

## Divisione pesi MMA
| Nome classe di peso | Limite massimo      | Limite massimo | Categoria    |
| Nome classe di peso | in chilogrammi (kg) | in libbre (lb) | Categoria    |
| ------------------- | ------------------- | -------------- | ------------ |
| Pesi atomo          | 48                  | 105,8          | Donna        |
| Pesi paglia         | 52                  | 114,6          | Donna        |
| Pesi mosca          | 57                  | 125,7          | Uomo / Donna |
| Pesi gallo          | 61.5                | 135.6          | Uomo / Donna |
| Pesi piuma          | 65.5                | 144,4          | Uomo / Donna |
| Pesi leggeri        | 70                  | 154,3          | Uomo         |
| Pesi welter         | 77                  | 169,8          | Uomo         |
| Pesi medi           | 84                  | 185,2          | Uomo         |
| Pesi mediomassimi   | 93                  | 205            | Uomo         |
| Pesi massimi        | 120                 | 264,6          | Uomo         |
| Openweight          | -                   | -              | Uomo / Donna |